# Hemipachymorpha omphale
Hemipachymorpha omphale is een wandelende tak uit de familie Phasmatidae. De wetenschappelijke naam van deze soort is voor het eerst voorgesteld als Pachymorpha omphale door John Obadiah Westwood in een publicatie uit 1859.
De soort komt voor in Namibië, Botswana en Zuid-Afrika.